# 南方聯足球會
南方聯足球會（Southern United FC）是新西兰足球俱乐部，位于但尼丁，前稱「奧塔哥聯」（Otago United）。球队是新西兰足球锦标赛参赛球队，主体育场为卡利多尼亚球场（Caledonian Ground）。

## 球队历史
南方聯成立于2004年，是这一地区唯一新西兰足球锦标赛的参赛球队。俱乐部的组建吸收了从蒂马鲁南部到因弗卡吉尔的21支俱乐部和4个协会而成的。
在首个赛季(2004/2005)，南方聯排名联赛倒数第2位，但在第二个赛季中球队将排名提高到8支球队的第5位。但是2006-07赛季成为了最糟糕的一个赛季，球队排名联赛垫底，并且耻辱性的0-8惨败给联赛冠军怀塔科拉联。